# Hospicjusz
Hospicjusz – łacińskie imię męskie Hospitius, przydomek (łac. cognōmen) od pospolitego wyrazu hospitus oznaczającego 'przyjacielski, obcy'. Od cognomen Hospitius funkcjonowało też wtórne Hospitianus.
Patronem imienia jest św. Hospicjusz (zm. ok. 581) wspominany w Kościele katolickim 21 maja.